# Dunakeszi zsidók a II. világháborúban
Magyarország német megszállásával (1944. március 18–19.) nemcsak a rendszeres bombázások kezdődtek meg az országban, de innentől számíthatjuk a zsidó lakosság teljes jogfosztását is. Dunakeszin és a ma már a város részét képező, de ekkor még külön településként funkcionáló Alagon az 1941-es népszámlálás adatai szerint 147, illetve 35 izraelita vallású személy élt. A második világháború idején részben deportálták őket, részben maguk kerestek más lakóhelyet, ahol átvészelhették a nehéz időket.

## Zsidóellenes intézkedések Dunakeszin és Alagon
A zsidóellenes intézkedéseknek komoly előtörténete volt, és ezek a jogszabályok Dunakeszin és Alagon is éreztették hatásukat. A második zsidótörvény után pl. a dunakeszi képviselő-testület 1939. szeptember 14-én törölte Vámos Gábor és Strauss Pál virilis képviselőket a tagságból.

Sokat rontott a helyi zsidók helyzetén, hogy Pest-Pilis-Solt-Kiskun vármegye alispánja 1938 és 1944 között a hírhedten antiszemita Endre László (1895–1946) volt, aki a zsidótörvényeket messze túlteljesítve, saját kezdeményezésére meghozott rendeletekkel próbálta ellehetetleníteni a megye zsidóságát. Egyik ilyen alispáni rendelete volt 1941-ben, hogy füzet formájában kellett összeállítani és kinyomtatni a keresztény és a zsidó kereskedők névjegyzékét. Az alagi főjegyző, Czóbel Béla az ügy érdekében 50 pengő hozzájárulást szavaztatott meg a képviselő-testülettel, azzal az indoklással, hogy
„A kérdéses füzet megjelenése közérdekű, és annak minél nagyobb számban való megjelenése nemzeti és faji érdeket szolgál.”
Nagy visszhangot váltott ki az is, hogy Endre a zsidókat kitiltotta a megye strandjairól és fürdőiből. A sorozatos fellebbezések hatására Keresztes-Fischer Ferenc (1881–1948) belügyminiszter ezeket – a korabeli jogszabályok szerint is törvénytelen – alispáni rendeleteket hamarosan megsemmisítette.

A német megszállást követően megalakult Sztójay-kormány azonban néhány hét alatt zsidóellenes rendeletek tömegét hozta meg (pl. telefonjaik, autóik elkobzását, bevásárlási és utazási lehetőségeik korlátozását stb.), amivel a zsidók a társadalom partvonalára szorultak, és azzal, hogy április 5-től viselniük kellett a sárga csillagot, látványosan el is különítették őket a nem zsidó lakosságtól. A zsidókat sújtó rendeletek legcsekélyebb megszegését is nagy összegű pénzbírsággal, vagy internálással büntették. A hatóságok fellépését nagyban megkönnyítették a feljelentések, amelyek közül talán a legextrémebb az volt, amikor a saját örökbe fogadott lányuk vitette el az alagi Burger házaspárt. Alagon 1944. március 21-én ismét kihirdették, hogy zsírjegyet „zsidó fajú egyének” részére nem lehet kiszolgáltatni. Zsidók csak margarint vásárolhattak, de
„Ezt is csak abban az esetben, ha a keresztény fogyasztói közönség törvényes igényei már kielégítést nyertek.”
1944. március 21-én Endre László még alispánként elrendelte, hogy a községek elöljáróságai az 1944. évi második negyedévi cukorjegyek kiadása előtt helyszíni ellenőrzés útján vizsgálják át a zsidók háztartását, és ahol 2 kilogrammnál nagyobb mennyiségű cukrot találnak, azoktól tagadják meg a cukorjegyek kiszolgáltatását. Az alagi főjegyző Fleischer Ignác, Székely Rezső, Sarkadi Lajos, Kálmán Aladár, Sugár Ernő, Fleischer Samu, Weil Ede, Lányi Dezső, Rerstenfeld Károly, Bácsalmási Lajos, Gróf Sándor, Kövesi Rezső, Tiringer Bálintné és Burger Lajos cukorkészletének felülvizsgálatát javasolta. 1944. március 22-e körül lefoglalták Sarkadi Lajos (Szent Mihály u. 14.), Fleischer Vilmos (Báthory u. 16.), Gróf Sándor (Hunyadi u. 30.), Fischer Samu (Bem u. 24.), Kövesi Rezső (Árpád u. 36.) és Ferstenfeld Károly (Vörösmarty u. 12.) rádióját. 1944. március 24-én a Váci járás szolgabírája elrendelte a zsidó tulajdonban lévő házak és lakások összeírását jövőbeni igénybevétel céljából. Az alagi csendőrőrs parancsnoka 1944. április 7-én értesítette a helyi hitközség vezetőjét, hogy állítson össze egy névjegyzéket négy példányban a község zsidó személyeiről. Az elkészült névjegyzékről több alagi zsidó lemaradt, feltehetően csak a hitközségi tagok kerültek fel.

## Deportálások
Dunakesziről pár család (Bálint-Deutsch, Blau, Fenákel) beköltözött a rokonaihoz Budapestre, közülük többen túlélték a vészkorszakot, ám akik Vácra kerültek, azokból alig jöttek vissza. 1944. május 28-án megérkezett Vácra egy csendőrkülönítmény és körülzárta a gettót. A lakók másfél órát kaptak arra, hogy összepakoljanak. Ezt követően kihajtották őket a város egyik utcájára, és az éjszakát a szabad ég alatt töltötték. Másnap, május 29-én személyi és testi motozást követően mindnyájukat bevagonírozták, és elszállították őket a VI. deportálási zóna egyik gyűjtőtáborának kijelölt monori téglagyárba, ahonnan 1944. július 6. és 8. között – a kormányzó tiltása ellenére – utolsóként deportálták őket Auschwitz–Birkenauba. Dunakeszin és Alagon a kiürült „zsidó házak” egy részét hatóságilag bombakárosultaknak utalták ki, a többibe vagy katonákat költöztettek, vagy üresen maradtak. A házakban lévő bútorokat, értéktárgyakat a Pénzügyőrség szedte össze. Korábban az értékeik egy részét a zsidó tulajdonosok odaadták megőrzésre falubeli ismerőseiknek, de ezen tárgyak többségét a holokauszt után hazatérő túlélők már nem látták viszont.
Néhány gazdag zsidó személynek voltak Alagon versenylovai, amelyek többségét Hitsch Róbert idomította. Ezek az állatok a megszállás után magas rangú németek tulajdonába kerültek, ám egyetlen tekintélyesebb magyar idomár sem akarta elvállalni a lovak tréningezését. Egy nap Hitsch Róbert lakásán SS-tisztek jelentek meg, akik megfenyegették, hogy ha tovább húzódozik a lovak idomításától, akkor behívják katonának és kiviszik a frontra, vagy pedig, angol származású lévén, internáltatják. Hitsch három nap gondolkodási időt kért. Ez alatt felkereste a lovaregylet vezetőségét, valamint az üldözött zsidó versenyistálló-tulajdonosokat, akik azt tanácsolták neki, hogy vállalja el a tréningezést. Október 27-én nyílt parancsot kapott a németektől, hogy a lovakat Bécsbe szállítják, és kövesse az állatokat. A Magyar Lovaregylet vezetői azt javasolták, hogy menjen el a lovakkal, hogy a német és a szövetséges hatóságoknál igazolni tudja az állatok származását, és adott esetben megmenthetők legyenek. Hitsch azonban a lovakat nem tudta külföldről hazahozni.<
A gettósítás és a deportálás ellenére Alagon 1944 júliusa után is maradt néhány zsidó. 1944. október végén Márkus István nyolc nyilas társával megjelent Rónay Márton dunakeszi lakásán, házkutatást tartott, az ingóságokat és az élelmiszert a nyilas pártházba szállította, majd Rónayt is ide kísérték, ahol házimunkát végeztettek vele. 1944 novemberében Márkus hat társával együtt megjelent Fleischer Vilmos alagi lakásán, amelyet kifosztottak. Fleischer Vilmost és három lánygyermekét Budapestre akarták kísérni, de az édesapa és a kisebbik lány útközben megszökött, a másik két lány viszont ismeretlen körülmények között eltűnt. 1944 októbere−novembere körül egy nagyobb zsidó csoportot vittek át a főváros felől Dunakeszin, és a kísérők között dunakeszi nyilasok is voltak, akik az ismeretség miatt megengedték a Fő úti lakosoknak, hogy ételt és gyógyszert adjanak a foglyoknak.

## Embermentések
Több nem dokumentált embermentés is történt Dunakeszin. Az 1938-ban született félzsidó Bársony Zoltánt – akinek az édesapja munkaszolgálatosként a Don-kanyarnál tűnt el – a szomszéd asztalosmester rejtegette. Lakatos József mentette meg Schwarczkopf Lajost és Holl Zsigmondnét. Ifj. Daday Zoltán kesztyűgyáros Alagon, a Csaba utca 8. szám alatti házában bújtatta zsidó üzlettársát, Bedő (Braier) Lajost és lányát. A nyíltan baloldali Dadayt az apjával együtt a nyilas Valent Jenő feljelentésére vitték el 1944. november 3-án az alagi csendőrőrsre, ahonnan a komáromi Csillagerődbe, majd Dachauba kerültek, és onnan már nem tértek haza. Szintén november 3-án reggel 5 órakor tartóztatták le a csendőrök Dunakeszin a Kisfaludy utca 36. szám alatti lakásában Pecolt Ferenc MÁV-kocsifényezőt, akit ugyancsak Komáromba vittek. Pecoltot 1944 decemberében a sopronkőhidai börtönben látták utoljára. November 3-án bevitték a csendőrségre Czirfusz József kocsmárost, az Alagi Nemzeti Bizottság későbbi elnökét, valamint Vörös Gyulát, Alag későbbi kommunista községi bíróját is, ám őket elengedték.